# Hallen (Szwecja)
Hallen – miejscowość (tätort) w Szwecji, w regionie administracyjnym (län) Jämtland, w gminie Åre.
Według danych Szwedzkiego Urzędu Statystycznego liczba ludności wyniosła: 220 (31 grudnia 2015), 233 (31 grudnia 2018) i 227 (31 grudnia 2019).